# Обикновена скалария
Обикновените скаларии (Pterophyllum scalare) са вид актиноптери от семейство Цихлиди (Cichlidae).
Таксонът е описан за пръв път от Хенрих Лихтенщайн през 1823 година.